# Bréal-sous-Montfort
Bréal-sous-Montfort är en kommun i departementet Ille-et-Vilaine i regionen Bretagne i nordvästra Frankrike. Kommunen ligger i kantonen Plélan-le-Grand som tillhör arrondissementet Rennes. År 2022 hade Bréal-sous-Montfort 6 430 invånare.

## Befolkningsutveckling
Antalet invånare i kommunen Bréal-sous-Montfort
Referens:INSEE